# Fortunato Frezza
Fortunato Frezza (nacido el 6 de febrero de 1942) es un prelado italiano de la Iglesia católica que dedicó su carrera a la educación y la enseñanza bíblica. Es canónigo de la Basílica de San Pedro desde 2013.
El papa Francisco anunció el 29 de mayo de 2022 que planea convertir a Frezza en cardenal en un consistorio programado para el 27 de agosto de ese año.

## Biografía
Fortunato Frezza nació en el barrio Montecalvello de Viterbo el 6 de febrero de 1942. Estudió en el seminario menor de Bagnoregio y en el seminario mayor de Viterbo.  El 28 de junio de 1966 fue ordenado sacerdote de la diócesis de Bagnoregio por el obispo Luigi Rosa de Bagnoregio.  Obtuvo la licenciatura en teología en la Pontificia Universidad Gregoriana en 1967 y la licenciatura en Sagrada Escritura en el Pontificio Instituto Bíblico de Roma en 1977 con una tesis sobre el libro del profeta Miqueas.
De 1971 a 1984 fue párroco de Sipicciano.  Durante esos años también enseñó sagrada escritura en varios lugares: como asistente en la Pontificia Universidad Gregoriana; en el Seminario Regional La Quercia Viterbo; en los institutos de estudios religiosos de Albano, Civita Castellana y Viterbo; en las escuelas teológicas de la Congregación de San José en Viterbo y de los salesianos en Tierra Santa.
En 1983 se incorporó al personal de la Secretaría General del Sínodo de los Obispos y el 23 de junio de 1997 fue nombrado su subsecretario por el papa Juan Pablo II.  El 13 de diciembre de 2011, el papa Benedicto XVI confirmó su nombramiento como subsecretario hasta su 72 cumpleaños.
En septiembre de 2013, el papa Francisco lo nombró canónigo de la basílica de San Pedro y fue investido el 29 de septiembre; en 2022 se convirtió en camarlengo del Capítulo de San Pedro en el Vaticano. También ha ocupado capellanías para la Dirección de Salud e Higiene del Vaticano, para varios monasterios de monjas y para el equipo de fútbol AS Roma.  Es autor de numerosos artículos académicos, especialmente en estudios bíblicos.
Es maestro de ceremonias y asistente espiritual de la orden del Santo Sepulcro desde 2015.
Recibió la consagración episcopal el 23 de julio de 2022 de manos del cardenal Mauro Gambetti, asignándole la sede titular de Treba.
Fue creado cardenal por el papa Francisco en el Consistorio celebrado el 27 de agosto de 2022, asignándole la diaconía de Santa María en Vía Lata.